# Hussein Al-Masaari
Hussein Al-Masaari (16 de agosto de 1974) é um ex-futebolista profissional saudita que atuava como meia.

## Carreira
Hussein Al-Masaari fez parte do elenco da Seleção Saudita de Futebol nas Olimpíadas de 1996.